# 秦之鑑
秦之鑑（1609年—1676年），字尚明，號惕菴，南直隸常州府武進縣人，明末清初政治人物、戏曲作家。

## 生平
崇禎十五年（1642年）壬午科中式應天鄉試第一百九名舉人，崇禎十六年（1643年）癸未科會試第十七名，三甲第二百五十七名進士，工部觀政，十七年授浙江仁和縣知縣，次年丁憂歸。隐居马迹山，教授生徒。或有人举荐他当官，则忽发狂疾而止。后游嵩山，至仪封卒。著有《惕庵诗抄》，撰有传奇2种：《翻西厢》（今存）、《卖相思》（已佚）

## 家族
曾祖秦栢。祖父秦燁。父秦培。